# Albert Viljam Hagelin
Albert Viljam Hagelin (24 avril 1881 – 25 mai 1946) était un entrepreneur norvégien et chanteur d’opéra qui tint la charge de ministre de l’Intérieur du  Gouvernement national de Norvège, le régime fantoche dirigé par Vidkun Quisling pendant l’occupation du pays par les Allemands.
Né à Bergen, Hagelin fut condamné à mort après-guerre et fusillé dans la citadelle d'Akershus à Oslo, où la plupart des 37 Norvégiens condamnés pour trahison et crimes de guerre furent exécutés.